# The Bees Made Honey in the Lion's Skull
| Đánh giá chuyên môn | Đánh giá chuyên môn |
| Nguồn đánh giá      | Nguồn đánh giá      |
| Nguồn               | Đánh giá            |
| ------------------- | ------------------- |
| Allmusic            | [ 1 ]               |
| Pitchfork Media     | (7.7/10)            |
| Tiny Mix Tapes      | [ 3 ]               |

The Bees Made Honey in the Lion's Skull là album phòng thu thứ năm của ban nhạc người Mỹ Earth. Earth cũng thực hiện một tour lưu diễn để quản bá album này.
Nghệ sĩ guitar Bill Frisell là một khác mời trong album này, góp mặt trong các track một, bốn, và năm.
Tiêu đề album xuất phát từ Thủ Lãnh 14:8 trong Kinh Thánh. Câu truyện kể về Samson, người đã giết một con sư tử và khi trở lại, nhận ra có một đàn ong và mật ong trong xác chết con vật. Album tiếp diễn việc các bài hát trong album được đặt tên, ít nhất một phân, theo các câu văn tác phẩm Blood Meridian của Cormac McCarthy (ví dụ, "Hung from the Moon" và "Engine of Ruin").

## Danh sách bài hát
| STT | Nhan đề                                   | Thời lượng |
| --- | ----------------------------------------- | ---------- |
| 1.  | "Omens and Portents I: The Driver"        | 9:06       |
| 2.  | "Rise to Glory"                           | 5:47       |
| 3.  | "Miami Morning Coming Down II (Shine)"    | 8:01       |
| 4.  | "Engine of Ruin"                          | 6:28       |
| 5.  | "Omens and Portents II: Carrion Crow"     | 8:04       |
| 6.  | "Hung from the Moon"                      | 7:44       |
| 7.  | "The Bees Made Honey in the Lion's Skull" | 8:15       |
| 8.  | "Junkyard Priest" (Vinyl bonus track)     | 7:13       |

## Thành phần tham gia[5]

### Nhạc công

#### Earth
- Dylan Carlson – guitar điện, máy khuếch âm
- Steve Moore – acoustic grand piano, Hammond organ, piano điện Wurlitzer
- Don McGreevy – guitar bass, contrabass
- Adrienne Davies – trống, bộ gõ

#### Các nghệ sĩ khách mời
- Bill Frisell – guitar điện trong các track 1, 4, và 5
- Milky Burgess - slide guitar trong "Junkyard Priest"

### Sản xuất
- Randall Dunn - các track cơ ban được thu tại Avast, các bản thu âm và phối khi khác diễn ra tại Aleph Studios
- Sinister Kitchen - master
- Mell Detmer - master
- Arik Roper - bìa đĩa
- Seldon Hunt - layout